# Lynn Canal
Der Lynn Canal ist eine 100 Kilometer lange, zwischen 5 und 15 Kilometer breite Meerenge im Südosten des US-Bundesstaats Alaska.
Der Lynn Canal liegt im Alexanderarchipel am nördlichen Ende der Inside Passage und erstreckt sich von der Südspitze der Chilkat-Halbinsel im Norden, wo er sich in Chilkat Inlet und Chilkoot Inlet aufspaltet bis zur Chatham Strait bzw. Icy Strait im Südwesten. Südöstlich zweigen Favorite Channel und Saginaw Channel zur Stephens Passage ab. Im Osten liegt die Seitenbucht Berners Bay.
Die Bucht wurde 1794 von George Vancouver nach seinem Geburtsort King’s Lynn benannt. Mit einer Tiefe von bis zu über 600 Meter ist der Lynn Canal der tiefste Fjord in Nordamerika.
Der Lynn Canal ist ein wichtiger Wasserverkehrsweg, der Skagway und Haines mit Juneau verbindet. Während des Goldrauschs am Klondike River Ende des 19. Jahrhunderts wurde der Canal von den Goldsuchern auf dem Weg nach Skagway und Dyea genutzt, von wo aus sie über den White oder den Chilkoot Pass ins Landesinnere gelangen konnten. Nach dem Goldrausch und der Inbetriebnahme der White Pass and Yukon Railway wurde Fracht aus dem Yukon auf dem Lynn Canal nach Süden transportiert. Das Frachtaufkommen ließ jedoch in den 1980er Jahren mit der Drosselung der Bergbautätigkeit nach. Heute wird der Großteil des Fährverkehrs auf dem Canal vom Alaska Marine Highway System abgewickelt.